# Gyalui Asztalos János
Gyalui Asztalos János 17. század végén, 18. század elején Gyaluban (románul Gilău, németül Julmarkt) élt festő és asztalos a török világ elől menekülő kisnemes volt. Több műve - festett kazettás mennyezetek és  festett karzatok - maradt fenn a kalotaszegi református templomokban.
A centrális, alig néhány motívumból álló, erős reneszánsz hatású, egy adott mintát egy sorban elhelyező díszítésmódja félreismerhetetlen.
- 1687 Körösfő, karzatfeljáró
- 1699 Magyarvista, karzatmellvéd

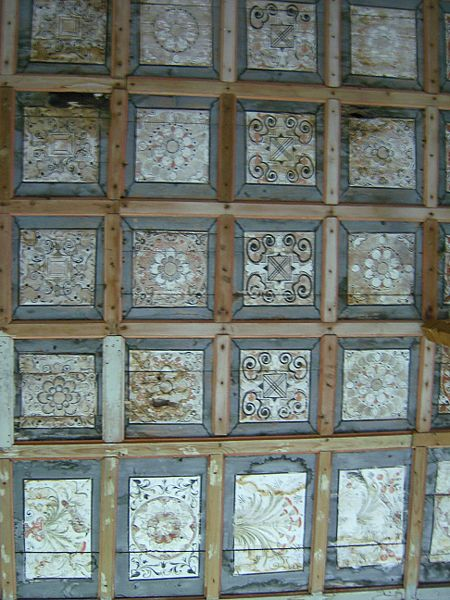
Magyarbikali fakazetták

- 1692 Ketesd, mennyezeti fakazetták
- 1697 Magyarbikal, mennyezeti fakazetták
- 1740 Tordaszentlászló, szószékkorona
- 1743 Sztána, mennyezeti fakazetták, karzat
- 1687 Nádasdaróc, karzat

## Virágos reneszánsz
„Az olasz ízlés a fejedelmek példáján nemcsak az építkezésben hódított tért, hanem a bútorzatban, a díszítő művészetben, ötvösségben. Hatása kisugárzott a népművészetre is, a magyar nép rokon lelkialkata folytán. Olasz díszítő motívumok lepték el a festett ládákat és kancsókat, a hímzéseket, a falusi templomok mennyezetét és karzatait, szószékeit, virágok és vázák, füzérek és koszorúk, s létrehozták a naiv, de finom művészi érzékkel stilizált, gazdag és élénk színfantáziájú, népies, ú. n. virágos reneszánszt. Ez a gyökeresen erdélyi stílus, amely eljutott a legkisebb és a legtávolibb magyar falvakba, utat talált a városokba is. A népművészet körébe tartozó régibb emlékek közül szép példáit találjuk a bánffyhunyadi és körösfői templomokban, későbbi korból a vistai (Kolozs m.) templom ú.n. legénykarzatán, Gyalui Asztalos János művén (1699) és az ákosi templom faragott és festett kóruspadjain.”
/Erdély, Magyar Történelmi Társulat, Budapest, 1940/

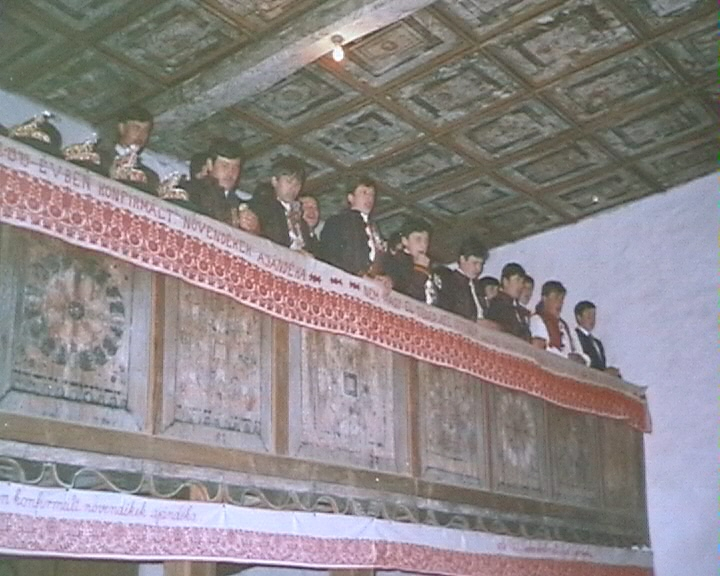
Magyarvistai festett mennyezet és karzat